# Collaborative Application Markup Language
Язык разметки совместных приложений (CAML) — это язык на основе XML, используемый в системе Службы Windows SharePoint Services для определения сайтов и списков, использующих поля и представления. CAML используется также для определения таблиц в базе данных Службы Windows SharePoint Services при создании сайта.

## Настройка сайта с CAML
Язык CAML можно использовать различными способами для настройки сайта SharePoint, включая следующее:
В скриптах или программах, реализующих членов объектной модели Службы Windows SharePoint Services, где строки CAML передаются через параметры метода, назначенные свойствам, или возвращаются методами и свойствами
В обмене сообщениями SOAP, при котором строки CAML передаются в веб-службу системы Службы Windows SharePoint Services для удалённого взаимодействия с развёртыванием
В определениях интерфейсных сайтов, используемых для создания сайтов SharePoint
В Службы Windows SharePoint Services «Возможностях» для добавления определённых функций в конкретной области

## Представление с помощью CAML
Язык CAML используется для двух типов представления в системе Службы Windows SharePoint Services: для определения типа данных, содержащихся в поле, и для генерирования HTML-файла, отображаемого в браузере. Дополнительные сведения о двух основных сферах применения языка CAML можно получить в статьях Элементы определения данных и Элементы отображения HTML.

## Программирование с помощью CAML
Следующие программные задачи и обзорные разделы иллюстрируют различные способы использования языка CAML для настройки сайтов и определений списков:
- Создание настраиваемого определения и конфигурации сайта
- Использование конфигураций определения сайта
- Подготовка файла
- Создание простого компонента
- Настройка элемента управления Delegate
- Добавление действий в пользовательский интерфейс
- Создание компонента обработчика событий
- Создание настраиваемого определения списка
- Настройка эмблем для сайтов SharePoint
- Добавление шаблона документа, типа файла и приложения редактирования к определению сайта
- Создание решения
- Обновление пользовательского определения сайта Windows SharePoint Services
- Добавление типа контента в список
- Добавление типа содержимого на сайт
- Развёртывание шаблона рабочего процесса
- Добавление столбца к списку
- Практическое руководство: ссылка на столбец в типе контента
- Определение настраиваемого типа поля